# Itagaki Seishirō

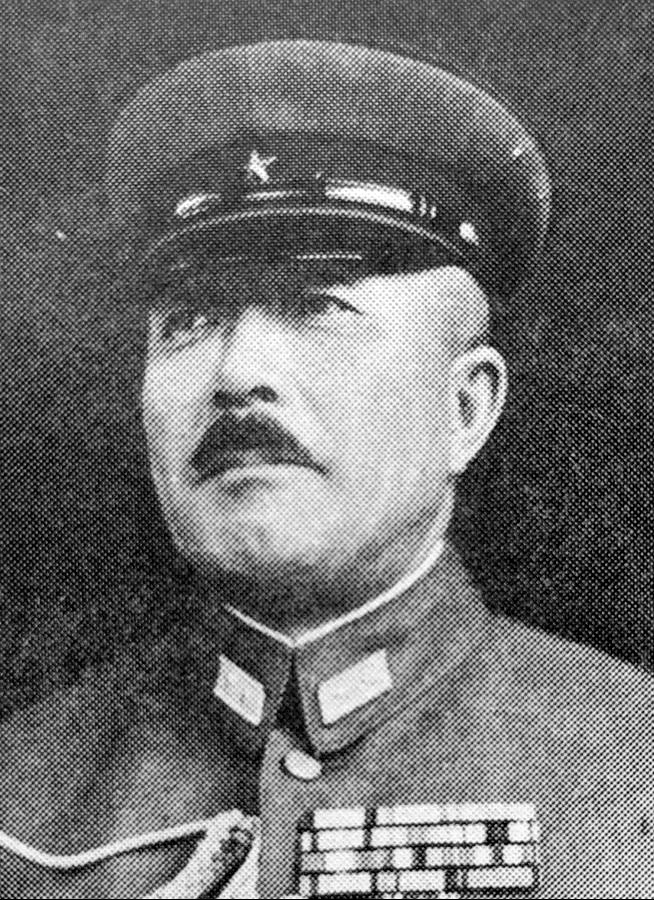
Itagaki Seishirō

Itagaki Seishirō (jap. 板垣 征四郎; * 21. Januar 1885 in Morioka, Japan; † 23. Dezember 1948 in Tokio) war ein General der Kaiserlich Japanischen Armee und japanischer Heeresminister. Er gilt neben Ishiwara Kanji als der Hauptverantwortliche des so genannten Mukden-Zwischenfalls.

## Leben
Itagaki Seishirō wurde 1885 in Morioka in eine Samurai-Familie geboren. 1904 schloss er die Kaiserlich Japanische Heeresakademie ab und nahm im Anschluss am Russisch-Japanischen Krieg teil.
Von 1924 bis 1926 diente er als Militärattaché in China und bekleidete nach seiner Rückkehr verschiedene Stabsposten im Kaiserlich Japanischen Heeresgeneralstab, bevor er 1927 den Befehl über die in China stationierte 33. Infanteriebrigade übernahm. Von 1928 bis 1929 befehligte er dann das ebenfalls in China stationierte 33. Infanterieregiment, welches Teil der Guandong-Armee war.
Während dieser Zeit kam er vermehrt in Kontakt mit dem japanischen Militärgeheimdienst Kempeitai und wurde 1931 schließlich Abteilungsleiter der der Guandong-Armee angeschlossenen Abteilung des Keimpeitai. In dieser Funktion unterstützte er die geheimen Planungen, welche zum Mukden-Zwischenfall und dadurch zur Besetzung der Mandschurei und zur Gründung des japanischen Marionettenstaats Mandschukuo führten. Von 1932 bis 1934 diente er dann als Militärberater für die neu aufgestellten Mandschurischen Armee.
1934 wurde Itagaki zuerst stellvertretender Stabschef der Kwantung-Armee, bevor er 1936 zum amtierenden Stabschef berufen wurde.
Von 1937 bis 1938 kommandierte er in der frühen Phase des Zweiten Japanisch-Chinesischen Krieges die 5. Division und nahm mit ihr unter anderem an der Schlacht um Peking-Tianjin und der Schlacht um Taiyuan teil. Während der Schlacht um Tai’erzhuang musste die Division erstmals eine empfindliche Niederlage einstecken.
Im Jahr 1938 wurde er nach Japan zurückberufen um kurze Zeit als Heeresminister zu amtieren. In dieser Funktion nahm er am 6. Dezember 1938 an der Fünf Minister-Konferenz teil, welche den Beschluss fasste, aus dem Deutschen Reich geflohenen Juden die Ansiedlung in Mandschukuo und Japan zu verbieten.
1939 kehrte er nach China zurück und übernahm dort bis 1941 den Posten des Stabschefs der China-Expeditionsarmee. Am 7. Juli 1941 wurde er zum Befehlshaber der Chōsen-Armee in Korea ernannt und verließ diese Position, als diese Anfang April 1945 in die 17. Regionalarmee umgewandelt wurde. Währenddessen übernahm er am 7. April den Oberbefehl über die 7. Regionalarmee in Malaysia. Am 12. September 1945 unterzeichnete er in Singapur die Kapitulation aller verbliebenen japanischen Truppen in Südostasien. Am 22. Februar 1946 musste er in Kuala Lumpur in einer offiziellen Kapitulationszeremonie sein Schwert an Generalleutnant Frank Messervy, dem Oberbefehlshaber des britischen Malaya Command übergeben.
Nach dem Krieg wurde er von den alliierten Besatzungsbehörden inhaftiert und verschiedener Kriegsverbrechen angeklagt, vor allem im Zusammenhang mit der Besetzung der Mandschurei und der weiteren Eskalation des Krieges in China während seiner Zeit als Heeresminister. 1948 wurde er von einem Militärtribunal in den meisten Punkten für schuldig befunden und zum Tode verurteilt. Er wurde am 23. Dezember 1948 im Sugamo-Gefängnis in Tokio gehängt.